# Wienerfilharmonikernas nyårskonsert 1991
Wienerfilharmonikernas nyårskonsert 1991 räknas som den 51:a nyårskonserten från Wien och ägde rum den 1 januari 1991 i Wiens Musikverein. Det var den 33:e nyårskonserten vars 2:a del sändes på TV via Eurovision. Dirigent var för andra gången Claudio Abbado, som redan 1988 hade lett orkestern. För första gången stod verk av Wolfgang Amadeus Mozart (1991 var det 200 år sedan han dog) och Gioachino Rossini på programmet.
Från och med 1991 sände ORF/Eurovision hela konserten på TV, dittills hade endast den 2:a delen visats för TV-tittarna.

## Historia
Strikt räknat var det Wienerfilharmonikernas 46:e nyårskonsert, eftersom det inte var förrän 1946 som namnet introducerades. Dessutom var det den 52:a Årsskifteskonserten, då det vid årsskiftet 1939/40 gavs en Außerordentliches Konzert (extraordinär konsert) av Wienerfilharmonikerna, som dock ägde rum på nyårsafton 1939. Från 1941 dirigerades nyårskonserten av Clemens Krauss, med undantag för åren 1946 och 1947 då Krauss förbjöds att dirigera på grund av sin närhet till nazistregimen och ersattes av Strausspecialisten Josef Krips.
Efter Clemens Krauss död 1955 följde Willi Boskovsky, konsertmästare i Wienerfilharmonikerna, som dirigerade konserten 25 gånger i rad. Från 1980 till 1986 följde sju konserter med dirigenten Lorin Maazel, som tjänstgjorde som chef för Wiener Staatsoper från 1982 till 1984. Därefter beslutade Wienerfilharmonikerna att bjuda in en ny dirigent varje år.
Bland de tre första inbjudna fanns dirigenter som hade haft ett betydande inflytande på orkestern på olika sätt under efterkrigstiden: Herbert von Karajan 1987, chef för Staatsoper 1957–1964, Claudio Abbado, musikchef för Staatsoper från 1986 och slutligen Carlos Kleiber 1989.

## Program

### 1:a delen
- Gioachino Rossini: Ouvertyr till operan La gazza ladra (1817)*
- Josef Strauss: Die tanzende Muse, Polka Mazur, op. 266
- Franz Schubert: Galopp und 8 Ecossaises aus op. 49, D 735  (Originaltitel: "Galopp und acht Ecossaisen für Klavier",[3] Orkestrering: Bruno Maderna)*
- Joseph Lanner: Die Werber, Vals, op. 103
- Johann Strauss den äldre: Seufzer-Galopp, op. 9 (Bearbetning: Max Schönherr)

### 2:a delen
- Johann Strauss den yngre: Ouvertyr till operetten Waldmeister
- Wolfgang Amadeus Mozart: Kontretänze KV 609 Nr. 1 und Nr. 3*
- Wolfgang Amadeus Mozart: Deutscher Tanz C-Dur KV 605 Nr. 3 "Die Schlittenfahrt"*
- Josef Strauss: Aquarellen, Vals, op. 258
- Johann Strauss den yngre: Freikugeln, Polka schnell, op. 326
- Eduard Strauß: Carmen-Quadrille, op. 134*
- Johann Strauss den yngre: Kaiser-Walzer, op. 437
- Johann Strauss den äldre: Piefke und Pufke, Polka, op. 235
- Johann Strauss den yngre: Furioso-Polka, op. 260

### Extranummer
- Johann Strauss den yngre: Stürmisch in Lieb' und Tanz, Polka schnell, op. 393
- Johann Strauss den yngre: An der schönen blauen Donau, Vals, op. 314
- Johann Strauss den äldre: Radetzkymarsch, op. 228

Verkförteckning och verkens ordning finns på Wienerfilharmonikernas webbplats.
Verk markerade med * stod för första gången på programmet till en nyårskonsert.

## Inspelningar
Konserten släpptes 1991 av Deutsche Grammophon på LP. Av de 17 stycken som framfördes utelämnades Rossinis ouvertyr till La gazza ladra och polkan Piefke und Pufke av Strauss den äldre.

## Weblänkar
- Program för nyårskonserten 1991 på wienerphilharmoniker.at